# Arachnomysis
Arachnomysis (лат.) — род ракообразных семейства Mysidae из отряда Мизиды.

## Описание
Представители рода отличаются от других мизид следующими признаками: передний край карапакса и задний край сомитов брюшка с острыми шипами. Антенна без чешуек. Глаза конические. Тельсон очень маленький; боковые края гладкие; вершина узкая, с парой очень мелких шипов. Плеоподы самцов двуветвистые, 1-я пара с многосуставным экзоподом и несращенным эндоподитом; 2-5-я пары с многочлениковыми экзоподом и эндоподитом. Первый переопод (ходильная нога) имеет хорошо развитый экзопод (внешняя ветвь), карпопроподы эндопода (внутренняя ветвь) с 3-й по 8-ю ветвь переопод делится на подсегменты, и на эндоподе уропод (задних придатках) есть статоцисты.

## Классификация
Род Arachnomysis был впервые выделен в 1877 году и включает преимущественно глубоководные виды.
- Arachnomysis affinis Hansen, 1910[8]
- Arachnomysis leuckartii Chun, 1887 — мезо и батипелагиаль, 51N — 30S (длина тела от 6 до 8 мм)[7]
- Arachnomysis megalops Zimmer, 1914 — на глубине 180—500 м, 40N — 40S (длина тела от 8 до 9,5 мм)[7][9]